# Air Paradise
Air Paradise International (code AITA : AD ; code OACI : PRZ) est une compagnie aérienne indonésienne créée en 2002 et basée à Denpasar (Bali).
Elle reliait Denpasar à l'Australie, au Japon et à la Corée. En novembre 2005, la compagnie a annoncé qu'elle cessait ses opérations en raison de la baisse du trafic à la suite des attentats terroristes d'octobre 2005.

## Codes
- IATA : AD
- OACI : PRZ
- Appel : Radisair

## Flotte
La flotte d'Air Paradise consistait en juillet 2005 en :
- 1 Airbus A300-600ER
- 2 Airbus A310-300